# Addison Richards
Addison Richards (* 20. Oktober 1902 in Zanesville, Ohio; † 22. März 1964 in Los Angeles, Kalifornien) war ein US-amerikanischer Schauspieler.  

## Leben
Richards war ab 1933 als Darsteller in Hollywood beschäftigt. Eine seiner ersten Rollen hatte er in King Vidors Unser tägliches Brot aus dem Jahr 1934. Im selben Jahr unterschrieb er einen Studiovertrag bei Warner Brothers, arbeitete aber im Laufe seiner Karriere als Nebendarsteller für fast alle Filmstudios. Hollywood typecastete den glatzköpfigen, seriös aussehenden Richards vor allem auf berufstätige Männer und Autoritätsfiguren, darunter Ärzte, Anwälte, Richter, Firmenmanager, Militäroffiziere, Politiker, Kommissare oder Gefängnisdirektoren. 1952 trat er auch zweimal am Broadway auf. Bis 1964 war er in über 280 Filmen zu sehen, hinzu kommen zahlreiche Fernsehauftritte. Sein Grab befindet sich auf dem Oak Park Cemetery in Claremont im Los Angeles County in Kalifornien.

## Filmografie (Auswahl)
- 1934: Unser tägliches Brot (Our Daily Bread)
- 1934: Millionäre bevorzugt (The Girl from Missouri)
- 1934: British Agent
- 1934: The Case of the Howling Dog
- 1934: 1929 – Manhattan N.Y. (Gentlemen Are Born)
- 1934: Ein schwerer Junge (The St. Louis Kid)
- 1934: Babbitt
- 1935: Der FBI-Agent (‘G’ Men)
- 1935: Die Frau auf Seite 1 (Front Page Woman)
- 1935: Ein Arzt für alle Fälle (Society Doctor)
- 1935: Frisco Kid
- 1936: Der versteinerte Wald (The Petrified Forest)
- 1936: China Clipper
- 1936: Höhe Null (Ceiling Zero)
- 1936: The Case of the Velvet Claws
- 1937: Ready, Willing and Able
- 1937: Geheimbund Schwarze Legion (Black Legion)
- 1937: Fluß der Wahrheit (God’s Country and the Woman)
- 1938: Teufelskerle (Boys Town)
- 1938: That Certain Age
- 1940: Mein kleiner Gockel (My Little Chickadee)
- 1940: Nordwest-Passage (Northwest Passage)
- 1940: Der große Edison (Edison, the Man)
- 1940: Andy Hardy Meets Debutante
- 1940: Charlie Chan in Panama
- 1940: Flight Command
- 1941: Tall, Dark and Handsome
- 1941: Die merkwürdige Zähmung der Gangsterbraut Sugarpuss (Ball of Fire)
- 1941: I Wanted Wings
- 1941: Forbidden Passage
- 1941: Das sind Kerle (Men of Boys Town)
- 1941: Sheriff von Tombstone (Sheriff of Tombstone)
- 1941: Schönste der Stadt (The Strawberry Blonde)
- 1942: Friendly Enemies
- 1942: Die Geheimagenten (A-Haunting We Will Go)
- 1942: Unternehmen Tigersprung (Flying Tigers)
- 1943: Kampf in den Wolken (A Guy Named Joe)
- 1943: Adventures of the Flying Cadets
- 1944: Fünf Helden (The Sullivans)
- 1944: Three Men in White
- 1944: Alarm im Pazifik (The Fighting Seabees)
- 1944: Main Street Today
- 1945: The Adventures of Rusty
- 1946: Lassie – Held auf vier Pfoten (Courage of Lassie)
- 1946: Weißer Oleander (Dragonwyck)
- 1946: Gehaßt, gejagt, gefürchtet (Renegades)
- 1947: Tanz ohne Ende (The Unfinished Dance)
- 1948: Lulu Belle
- 1950: Auf dem Kriegspfad (Davy Crockett, Indian Scout)
- 1955: High Society
- 1956: Die Zehn Gebote (The Ten Commandments)
- 1958: Bis zur letzten Patrone (The Saga of Hemp Brown)
- 1963: Die rauhen Reiter von Texas (The Raiders)